# Benny Urquidez

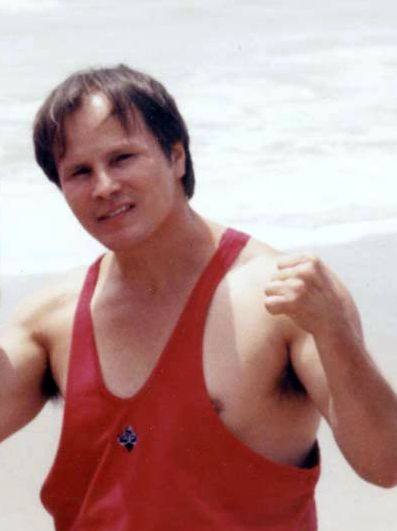
Benny Urquidez 1998

Benny Urquidez, född 20 juni 1952 i Los Angeles County, Kalifornien, är en amerikansk kickboxare och skådespelare som går under smeknamnet The Jet. Hans mamma var brottare och hans pappa boxare. Han började träna boxning vid 5 års ålder. Mellan 1974 och 1993 gick han 58 matcher, med det nästan otroliga resultatet 58-0-0 (vinster-oavgjort-förluster) med 49 knockouts. Han har som enda kampsportare sex världsmästartitlar i fem olika viktklasser, och han har svart bälte i nio olika kampsportstilar.
Har medverkat som skådespelare i ett antal filmer och tv-serier, som bland annat Wheels on Meals, Grosse Pointe Blank, Chicago Hope och Alias. Urquidez' fightingscen mot Jackie Chan i Wheels on Meals anses av många som en av de bästa fightingscener på vita duken någonsin. 
Benny "The Jet" Urquidez förlorar dock sin match i mars 1977 mot Narongnoi. Det är första gången som en Amerikansk mästare officiellt möter en relativt okänd Thaiboxare, och åker på stort nederlag. På denna tiden var Thaiboxing relativt okänt i USA och i västvärlden.
Så att han är obesegrad är inte sant. Matchen finns på Youtube.